# 富山ステーションフロントCiC
富山ステーションフロントCiC（とやまステーションフロントシック）は、富山県富山市の富山駅南口正面にある複合商業施設である。愛称はCiC。

## 概要
『CiC』の名称は「City in City」の略で、都市の中にもう一つの都市が誕生するという意味が込められている。
戦後闇市があった富山駅南口正面の須田ビル(通称・闇市ビル)跡地に1992年（平成4年）3月19日にオープンした複合商業施設である。地上6階建て、地下1階建てであるが、富山エクセルホテル東急が入居している建物（地上15階建て）と一体化しており、エレベーター等を共用している。一時テナント減少による経営難に陥り、2002年（平成14年）4月15日に運営管理者の富山駅前開発が経営破綻、民事再生法の適用を受けて再生を進めている。富山市もこれを支援する姿勢を取っており、ワンフロアを借り切る形でとやま市民交流館を設置して市民にサービスを提供している。
2003年、富山駅の高架化に合わせて同駅との間を10年後を目処に空中回廊で繋ぐ計画が立てられていたが、後に断念している。
また、2010年頃までCiC屋上のスピーカーから富山駅周辺の商店などを紹介する公衆街頭放送が流れていた。

## 沿革

### 開業まで

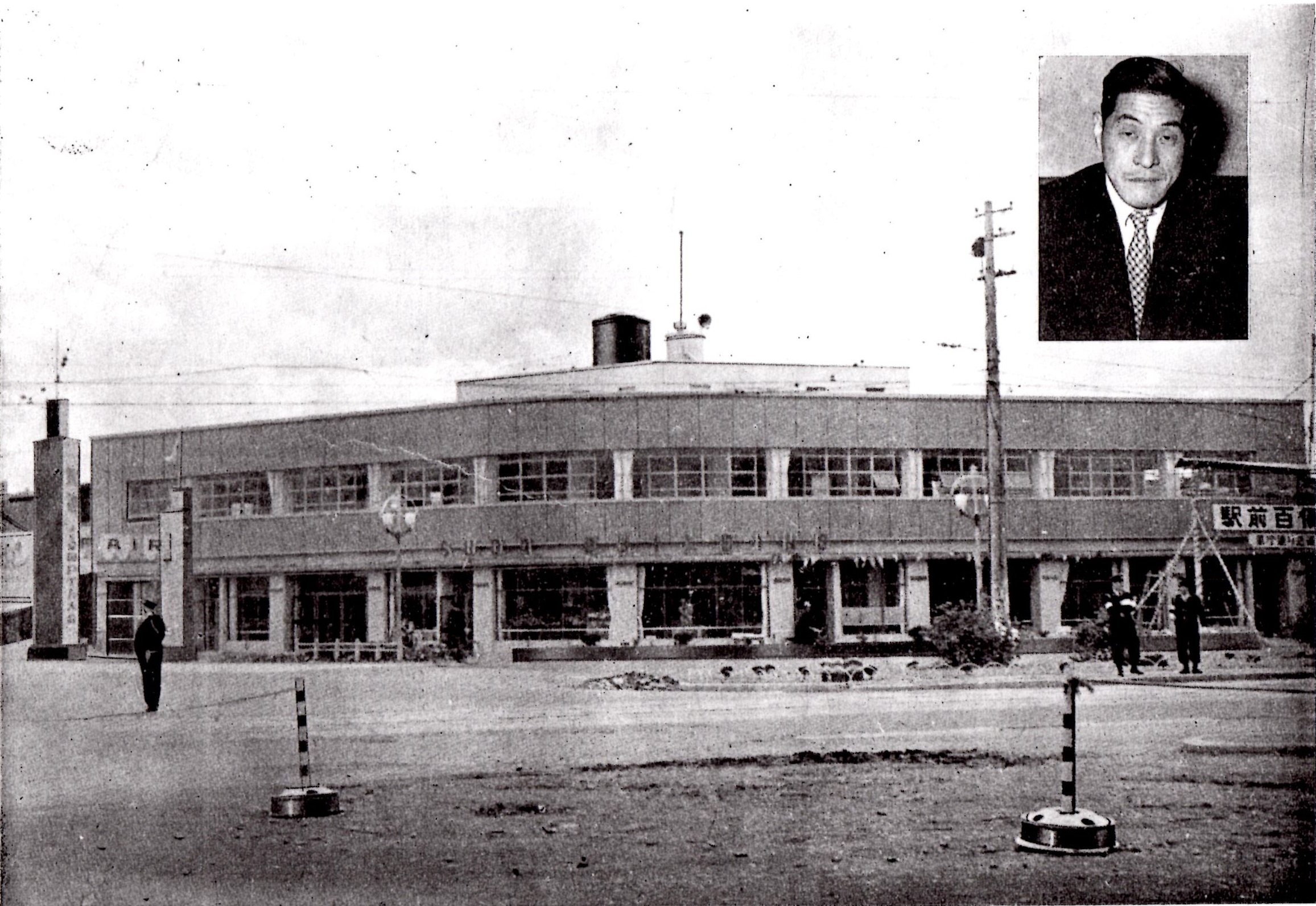
かつての須田ビルと須田藤次郎

- 1980年（昭和55年）8月6日 - 再開発計画案がまとまる[6]。
- 1981年（昭和56年）12月22日 - 再開発協議会が事務所を開設[7]。
- 1983年（昭和58年）2月8日 - 再開発ビルの建設計画が発表される（この時点では1985年4月着工、1987年4月開業を目標としていた）[8]。
- 1984年（昭和59年）4月26日 - 富山駅前街区市街地再開発準備組合が、須田ビル所在の4千9百10平米における大型商業施設の建造計画及びその基本設計を発表し、既存建造物を撤去する方針を表明する[9]。
- 1986年（昭和61年）3月10日 - 富山駅前街区（須田地区）市街内再開発の組合設立認可を申請[10]。
- 1987年（昭和62年）
  - 1月14日 - 大型商業ビルの事業方針を変更[11]。
  - 11月16日 - 再開発ビルに東急電鉄系ホテルの入居が決定[12]。
- 1988年（昭和63年）12月23日 - 須田街区再開発ビルを運営、管理する開発法人富山駅前開発株式会社設立[13]。
- 1989年（平成元年）
  - 3月3日 - 富山駅前街区再開発準備組合が本組合設立を申請[14]。
  - 6月7日 - 市街地再開発組合設立[15]。
  - 10月28日 - 須田地区の富山駅前商店街が閉店[16]。
  - 11月6日 - 富山駅前商店街の仮設店舗『富山駅前プラザ』が桜町の駐車場の一角に開店[16]。
  - 12月21日 - 県が須田ビルなどの解体を来週以降実施すると発表[17]。
- 1990年（平成2年）2月28日 - 当ビルが1992年（平成4年）春開業を目指して着工し、同日起工式を挙行する[18][19]。
- 1991年（平成3年）
  - 7月17日 - 当ビルの上棟式を挙行する[20]。
  - 8月2日 - 公募により当ビル入居予定の観光物産館の名称を「いきいき館」となす旨を決定する[21]。
  - 11月29日 - 富山駅前街区市街地再開発組合が、当ビルの名称を「CiC（シック）」となす旨を決定する[22]。富山市の内に新たにもうひとつの「市」が生れるという意味を込めた「City in City」と、仏語の「Chic」をかけた名称であるという[22]。
  - 12月27日 - 富山駅より当ビルを接続する地下道が、富山駅南北連絡地下道と接続し開通する[23]。
- 1992年（平成4年）
  - 3月10日 - 隣接する富山駅前北陸銀行支店が完成する[2][24]。
  - 3月15日 - 当ビルが竣工し、当駅駅前街区市街地再開発事業の完成式を挙行する[19][25]。
  - 3月16日 - 隣接する富山駅前北陸銀行支店が開業する[2][24]。
  - 3月19日 - 富山ステーションフロントCiCが開業する[2]。富山エクセルホテル東急、いきいきKAN、商業施設入居棟より構成されており、延床面積は3万2千平米[2]。

### 開業以降
- 1994年（平成6年）3月11日 - オープン2周年を記念して、ジャックス、Visaと提携したオリジナルクレジットカード『CiCカード』を発行する[26]。
- 2002年（平成14年）
  - 4月15日 - 当ビルを運営する富山駅前開発が、富山地方裁判所に民事再生法適用を申請し、同日受理される[3]。当ビルは1992年（平成4年）の開業当初よりテナント賃貸収入が伸び悩んでおり、また郊外における大型商業施設の進出の影響もあって、2001年（平成13年）度のテナント収入は最盛期の半分となり、2002年（平成14年）3月期における累積赤字は16億円となって、7億円の債務超過に陥っていた[3]。
  - 7月17日 - 富山地方裁判所が富山駅前開発の民事再生手続を開始する[27]。
- 2003年（平成15年）
  - 1月22日 - 富山駅前開発が富山地方裁判所に対し再生計画案を提出する[28]。
  - 2月4日 - 富山県と富山市がCiC再生支援で合意[29]。
  - 3月25日 - CiCの民事再生が許可される[29]。
  - 11月30日 - 当ビルが改装開店する[4]。1・2階は商業施設、3階はとやま市民交流館、4階は飲食街「グルメリア」、5階はいきいきKAN、6階は居酒屋となる[4]。また12月1日にはとやま市民交流館図書サービスコーナーが開設される[30][31]。
- 2008年（平成20年）7月21日 - とやま市民交流館図書サービスコーナーを4階に移転し、とやま駅南図書館「ぶらり」として開館する[31]。
- 2013年（平成25年）3月23日 - こども図書館及び子育て支援施設を併設するとやまこどもプラザを開設する[32]。
- 2014年（平成26年）8月11日 - 富山市消費生活センターを当ビル3階に移設する[33]。
- 2016年（平成28年）
  - 7月15日 - 当ビル1階に特産品等を取扱う土産物店「ととやま」が開業する[34]。
  - 9月6日 - 北陸新幹線開業時まで富山駅南口ポスト上に設置されていた売薬商人の像を「ととやま」内に移設する[35]。
- 2017年（平成29年）3月25日 - いきいきKANが閉鎖される[36]。
- 2024年（令和6年） - ケーブルテレビ富山がCiCビル壁面にデジタルサイネージ（電子看板）を設置する。同年4月15日から本格運用開始[37]。
- 2025年（令和7年）4月14日（予定） - 富山県内の4相談・支援機関を集約した県こども総合サポートプラザを開設[38]。

## 各階案内
現在のテナントなどについては、公式サイトの各階フロア紹介を参照。
地下1階『ザ･マーケット』
地下道は富山駅南北連絡地下通路と接続している。主たる入居テナントは以下の通りである。
- ぼてやん多奈加（お好み焼き・焼そば屋）
- 麺家いろは（中華そば屋、4階から移転）
- 城石薬局駅前支店
- 川上鱒ずし店
- 池乃端屋（和菓子）
- 朝日奈昆布舗
- アクア（珍味屋）
- 蛯谷鮮魚店
- エビタニ（海産物店）
- 千両（笹ずし店）
- あらさん（地酒）
- 100円ショップダイソー

1階『ファッションフロア』
インフォメーションセンター、Jリーグカターレ富山のグッズを扱う売店「カターレサポステーション」もこの階にある。主たる入居テナントは次の通りである。
- ととやま（土産物店）
- オリックスレンタカー 富山駅南口カウンター
- パケ・ドゥ（花屋）
- シーアスクワット（服屋）
- マウアマウア（服屋）
- シーズ（美容院）
- メーキャップスタジオAmano（化粧品）

2階『バラエティフロア』
主たる入居テナントは以下の通りである。
- やまもと眼科
- まつげエクステ専門店ブラン
- harenohi joir（振袖販売・レンタル）
- 広小路コンタクト
- COCO塾（外国語塾）
- 日本福祉大学富山オフィス

3階『とやま市民交流館』
主たる入居テナントは以下の通りである。
- 国際交流センター
- 市民学習コーナー
- 未来共創拠点施設「Sketch Lab」（コワーキングスペース）
- 男女共同参画推進センター
- 消費生活センター

4階『グルメリア・とやま駅南図書館「ぶらり」』
飲食店エリアと、富山市立図書館分館たるとやま駅南図書館「ぶらり」及びこども図書館により構成される。主たる入居テナントは以下の通りである。
- サイゼリヤ
- とやま駅南図書館「ぶらり」
- こども図書館
- こどもひろば
- 子育て支援センター
- ファミリーサポートセンター

5階
星槎国際高校富山学習センター
- 大学コンソーシアム富山
- 富山県職員研修所

6階 居酒屋『魚民』

### かつて入居していたテナント
1階
- シアトルズベストコーヒー

2階
- 毛髪クリニックリーブ21富山オペレーションセンター

3階
- ヤマチク(CDショップ)
- スポーツ用品専門店ミナミ
- B&B HOUSE(雑貨店)

4階　
- 文苑堂書店
- ゲームセンター宝島
- MAYFAIR（2005年末に開業。富山初のメイド喫茶と話題になった[41]が、売り上げ不振などにより、2006年7月頃に休業。そのまま閉店した。）

5階『いきいきKAN』
富山県の観光案内所として機能するいきいきKANが入居していた。主たる入居テナントは以下の通りである。前身は1889年（明治22年）創立で1992年（平成4年）1月6日に閉館した『富山県産業奨励館』。
- くすりミュージアム
- チンドンミュージアム
- ます寿しミュージアム
- 体験厨房
  - ます寿し
  - そば打ち
- 体験工房
  - ガラス工芸
  - 七宝焼
  - 土人形絵付け
  - ハーブ
- 観光案内コーナー
- 薬膳カフェ春々堂
- とやま劇場
- 多目的ホール

## 交通アクセス

### 鉄道
- 西日本旅客鉄道・あいの風とやま鉄道富山駅より徒歩1分[45]。
- 富山地方鉄道電鉄富山駅より徒歩1分[45]。

### 乗合自動車
- 富山駅前停留所より徒歩1分[45]。